# Anhaltische Gemäldegalerie Dessau

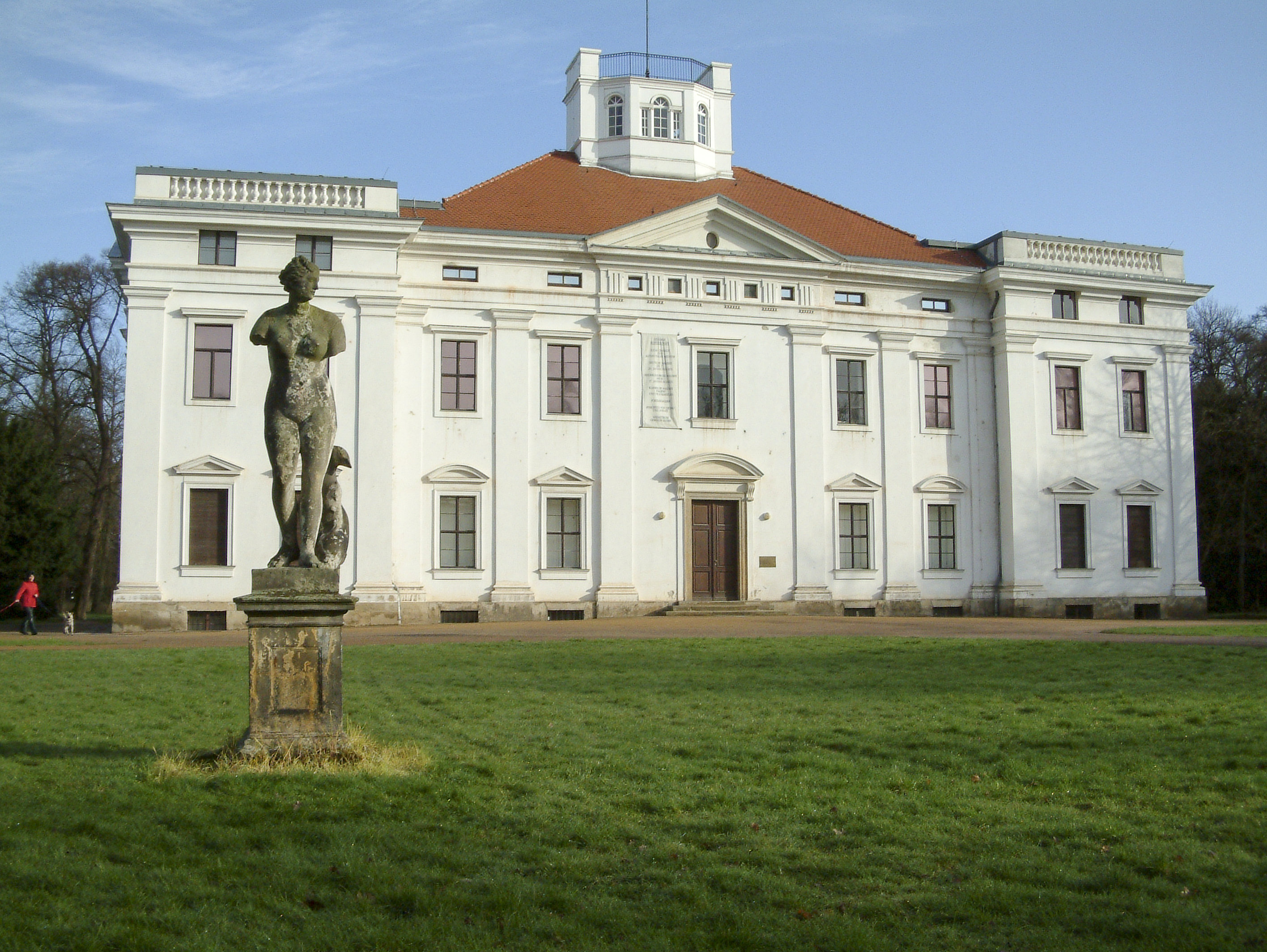
Schloss Georgium, 2006

Die Anhaltische Gemäldegalerie Dessau ist ein Kunstmuseum in der kreisfreien Stadt Dessau-Roßlau, dessen Sammlungsschwerpunkt auf Werken der Alten Meister liegt. Sie geht zurück auf die Gemäldesammlung der Prinzessin Henriette Amalie von Anhalt-Dessau, welche 1793 nach dem Willen der Stifterin als erste öffentliche Kunstsammlung in Dessau eröffnet wurde. Nach der Zerstörung ihres seit 1927 genutzten Gebäudes im Zweiten Weltkrieg befindet sich die Anhaltische Gemäldegalerie seit 1959 im Schloss Georgium unweit des historischen Bauhausgebäudes und des Dessauer Hauptbahnhofs. Die Galerie ist eine der bedeutendsten Sammlungen Alter Meister in Mitteldeutschland. Schloss und Park Georgium gehören zum UNESCO-Welterbe Gartenreich Dessau-Wörlitz.

## Geschichte

### Zur Gründung der Anhaltischen Gemäldegalerie Dessau

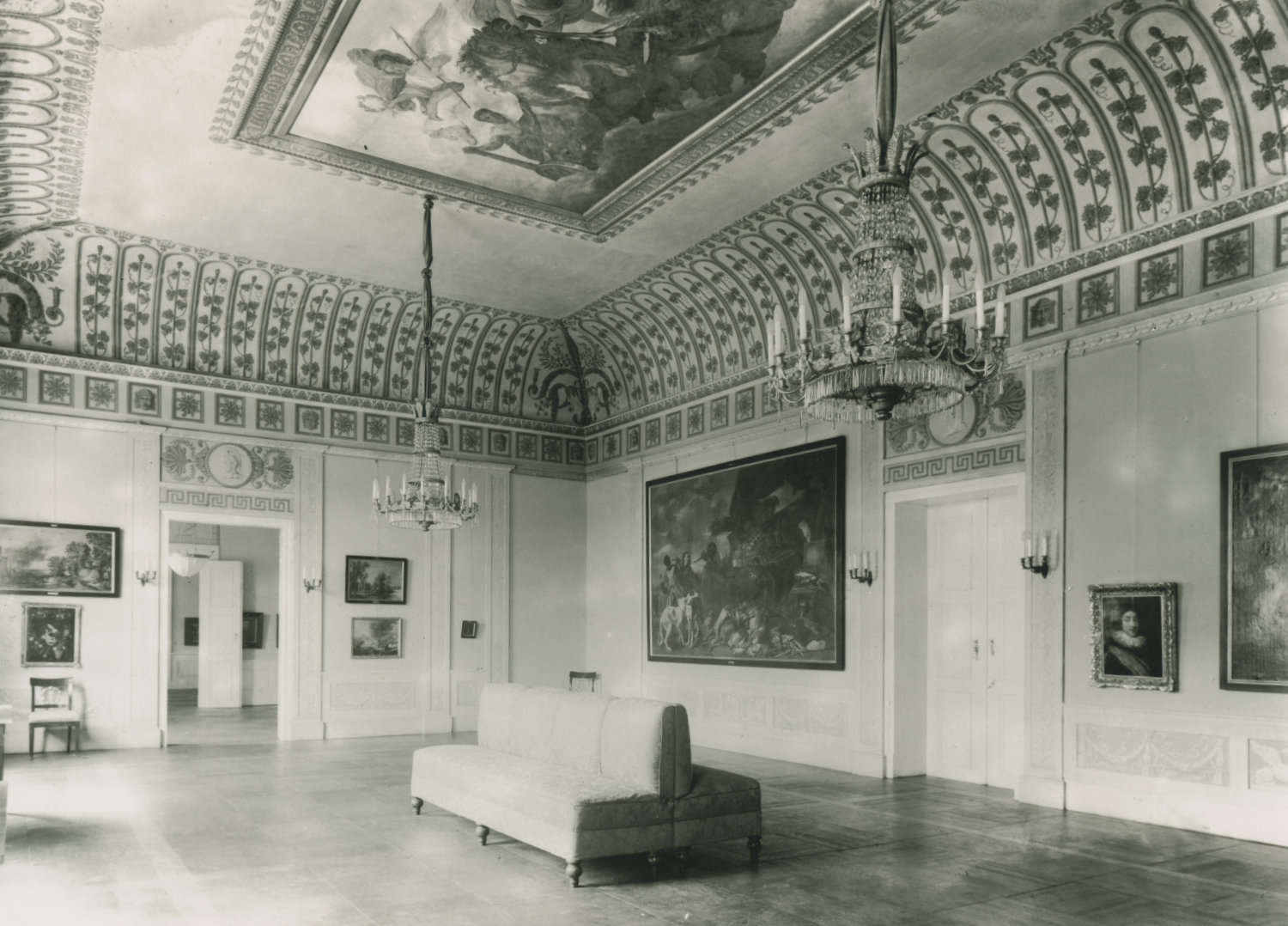
Innenansicht des Palais Reina, um 1930

Mit der Eröffnung der Anhaltischen Gemäldegalerie im Dessauer Palais Reina am 17. September 1927 setzte der Freistaat Anhalt die Idee der Gründung eines zentralen Landesmuseums für Kunst um, welche bereits im 19. Jahrhundert immer wieder diskutiert worden war. Grundlage war die Zusammenführung mehrerer Sammlungen: der Kunstnachlass der Henriette Amalie von Anhalt-Dessau (aufbewahrt seit 1793 in der „Fürstlichen Amalienstiftung“ im Palais Dietrich), der Kunstbesitz des Staates Anhalts (erworben aus herzoglichen Beständen), die Kunstsammlung der Stadt Dessau sowie ausgewählte Bestände der Joachim-Ernst-Stiftung, die 1918 mit verschiedenen Schlössern und Gärten einen Teil des Kunstbesitzes des Hauses Anhalt übernommen hatte. Grundstock der Graphischen Sammlung war eine Zeichnungssammlung, die sich ursprünglich im Besitz der Herzöge von Anhalt-Bernburg befand und ab 1927 kontinuierlich durch Ankäufe des Landes Anhalt insbesondere aus herzoglichem Besitz erweitert wurde. Leitbild des Museums war nach den Worten des ersten Direktors Ludwig Grote, ein „lebendiges Organ der Bildung“ zu schaffen. Sitz des Museums wurde das Palais Reina in der Dessauer Innenstadt, ein klassizistischer Bau des frühen 19. Jahrhunderts. In dessen repräsentativer Beletage wurde die Dauerausstellung in einem chronologischen Rundgang präsentiert. Zur farbigen Gestaltung der Ausstellungsräume zog Grote den Bauhausmeister Hinnerk Scheper heran. Nach 1927 eröffnete im Schloss Oranienbaum eine Filialgalerie der Gemäldegalerie, um dem Problem begrenzter Ausstellungsflächen im Palais Reina zu begegnen. Auch hier sorgte Scheper im Hinblick auf die Gemäldepräsentation für eine farbliche Neufassung der Ausstellungsräume, welche sich bis heute erhalten hat. Bemerkenswert ist die Ankaufspolitik Ludwig Grotes, die neben Werken des 19. Jahrhunderts auch Kunst der in Dessau tätigen Bauhausmeister und der Moderne umfasste. So wurden ab 1927 insbesondere mit Mitteln der Stadt Dessau Gemälde von Lyonel Feininger, Oskar Schlemmer, Fritz Winter, Wassily Kandinsky und Paul Klee erworben.

### Die Galerie in der NS-Zeit

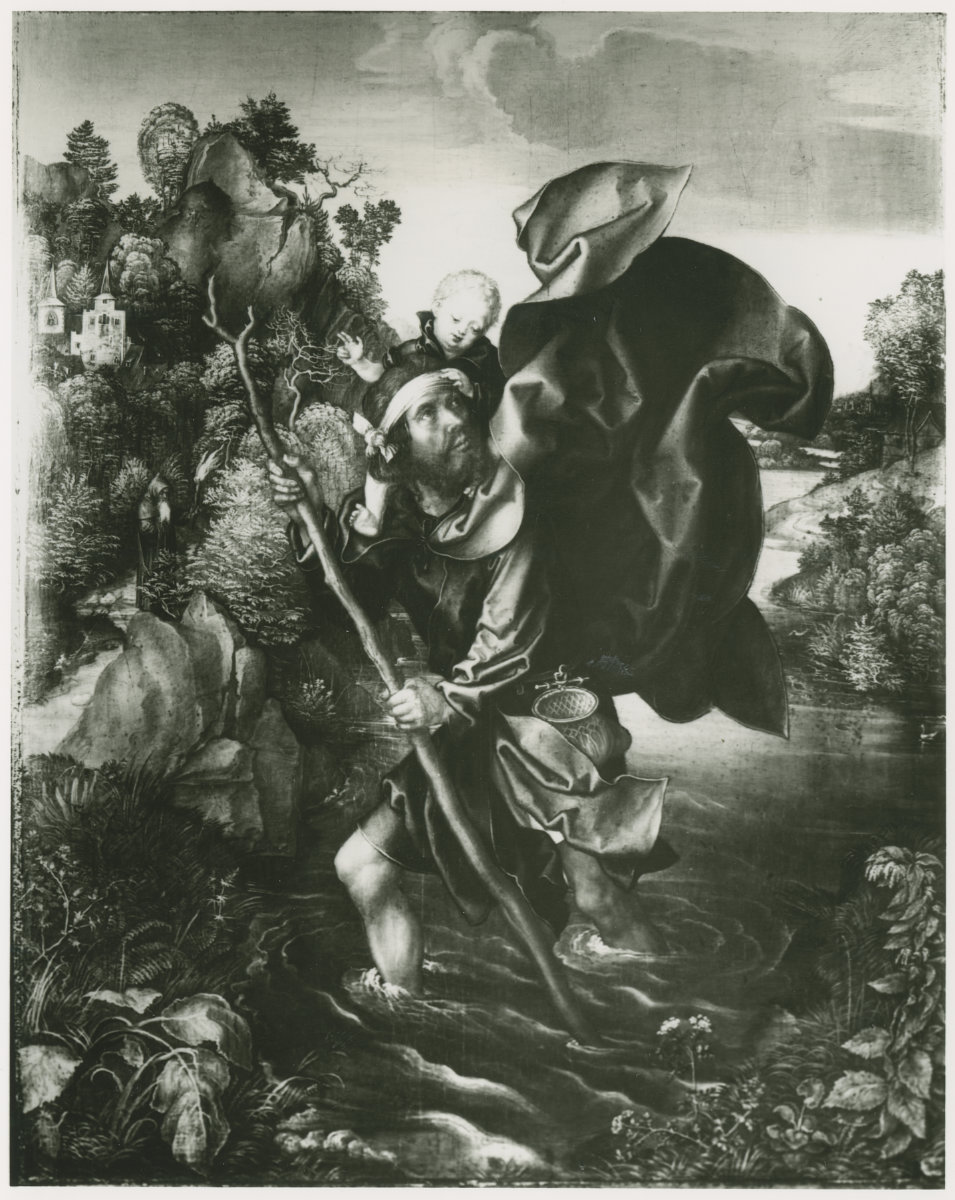
Albrecht Dürer, Der Heilige Christophorus (Kriegsverlust)

Nach der 1932 in Anhalt erfolgten politischen Machtübernahme der NSDAP waren die Ankäufe moderner Kunst ein Grund für politischen Druck auf Grote, der sich daraufhin aus seinem Amt zurückzog. Die Galerie sollte nun im Sinne der nationalsozialistischen Kulturpolitik ein „Spiegelbild der Vielfältigkeit und des Reichtums des germanischen Geistes“ vermitteln. Die altdeutschen Meister Albrecht Dürer und Lucas Cranach d. Ä. bekamen den prominentesten Platz in der Dauerausstellung, im Festsaal des Palais Reina, wo zuvor flämische und holländische Gemälde präsentiert worden waren.
1937 wurde im Rahmen der deutschlandweiten konzertierten Aktion „Entartete Kunst“  aus dem Bestand der Galerie eine große Anzahl von Bildern beschlagnahmt. Viele davon wurden anschließend vernichtet. 1939 begann angesichts des Kriegseintritts und bevorstehender Luftangriffe die Evakuierung der Kunstwerke an diverse Standorte, wie z. B. in Bergwerksstollen des Schachtes I des Salzbergwerks Solvayhall bei Bernburg. Im Palais Reina verbliebene und in das Zerbster Schloss ausgelagerte Werke wurden bei Luftangriffen zerstört. Sie sind Teil der mehr als 200 Gemälde umfassenden Kriegsverluste.

### Künstler, deren Werke 1937 aus der Galerie als „entartet“ beschlagnahmt wurden
Lothar Bechstein, René Beeh, Dora Brandenburg-Polster, Heinrich Campendonk, Karl Caspar, Maria Caspar-Filser, Lovis Corinth, Franz Karl Delavilla, Josef Eberz, Friedrich Feigl, Lyonel Feininger, Max Feldbauer, Conrad Felixmüller, Robert Genin, Alexander Gerbig, Rudolf Großmann, George Grosz, Carl Gunschmann, Erich Heckel, Franz Heckendorf, Werner Heuser, Karl Hofer, Johannes Itten, Willy Jaeckel, Richard Janthur, Alexej von Jawlensky, Wassily Kandinsky, Paul Klee, César Klein, Paul Kleinschmidt, Wilhelm Kohlhoff, Oskar Kokoschka, Otto Kopp, Bruno Krauskopf, Alfred Kubin, Gerhard Marcks, Ludwig Meidner, Moriz Melzer, Georg Muche, Otto Mueller, Heinrich Nauen, Emil Nolde, Willi Nowak, Max Oppenheimer, Max Pechstein, Alfred Heinrich Pellegrini, Walter Püttner, August Roeseler, Edwin Scharff, Oskar Schlemmer, Werner Paul Schmidt, Lothar Schreyer, Julius Wolfgang Schülein, Richard Seewald, Otto Theodor Wolfgang Stein, Jakob Steinhardt, Armin Stern (1883–1944), Walther Teutsch, Erich Thum, Viktor Tischler, Max Unold und Hans Wimmer.

### Die Galerie in der DDR-Zeit
1946 übernahm Julie Harksen (1898–1980) das Direktorenamt und kümmerte sich aktiv um die Bergung der Werke aus den Auslagerungsstandorten. Die in Solvayhall gelagerten Werke wurden 1946 von sowjetischen Militärs sichergestellt und nach Moskau und Leningrad verbracht. Eine Wiedereröffnung der Galerie mit eingeschränkter Präsentation fand 1948 im kurzzeitigen Domizil Schloss Mosigkau statt. 1950 erfolgte der Umzug in das Palais Bose in Dessau. Mit der 1958/59 erfolgten Rückgabe der beschlagnahmten Bestände aus der Sowjetunion war eine erneute umfängliche Präsentation Alter und Neuer Meister möglich. Sie wurde 1959 im Schloss Georgium umgesetzt, das seitdem Sitz der Anhaltischen Gemäldegalerie Dessau ist.

## Sammlung
Die Sammlung umfasst heute ungefähr 1.800 Gemälde und 18.000 Arbeiten auf Papier (Zeichnungen, Druckgraphik) sowie kleinere Bestände an Plastik und angewandter Kunst. Die Werke entstammen der Zeitspanne vom Spätmittelalter bis zur Gegenwart, wobei ein klarer Schwerpunkt in der Zeit von 1500 bis 1850 liegt.
Eine besondere Verbundenheit mit dem Werk des in Dessau als Hofmaler tätigen Johann Friedrich August Tischbein zeigt sich in der großen Gruppe seiner Gemälde in dem nach ihm benannten Festsaal des Hauses. In der Abteilung der Altdeutschen Malerei nehmen die Werke Lucas Cranachs des Älteren den prominentesten Platz ein, hierunter eines seiner Hauptwerke: der Dessauer Fürstenaltar. Auch die Graphische Sammlung der Anhaltischen Gemäldegalerie besitzt einen wichtigen Schwerpunkt bei den Zeichnungen deutscher und Schweizer Künstler des 16. Jahrhunderts. Die durch verwandtschaftliche Beziehungen zu den Oraniern begründete Neigung der Mitglieder des Hauses Anhalt-Dessau für die niederländische Malerei spiegelt sich in den Beständen der Anhaltischen Gemäldegalerie deutlich wider. Sie weist wichtige Werke flämischer und holländischer Maler vom späten 15. bis zum frühen 18. Jahrhundert auf. Wesentlich vom Geschmack der anhaltischen Fürstenfamilie ist auch die Auswahl deutscher Gemälde des 17. und 18. Jahrhunderts geprägt. Aufgrund der Aufgeschlossenheit der Prinzessin Henriette Amalie für die zeitgenössische Kunst ihrer Wahlheimat befindet sich darunter eine singuläre Gruppe von Gemälden Frankfurter Meister der Mitte des 18. Jahrhunderts. Anschließend an diese Maler aus Goethes Frankfurter Kindheit entwickelt sich der Dessauer Sammlungsschwerpunkt der deutschen Kunst der Goethezeit. Besonders gut vertreten sind hier die aus Anhalt stammenden oder in den anhaltischen Residenzen tätigen Künstlerinnen und Künstler wie zum Beispiel Johann Friedrich August Tischbein, die Brüder Ferdinand, Friedrich und Heinrich Olivier, Caroline Bardua und Franz Krüger.
Der Bestand der deutschen Kunst nach 1850 ist wesentlich durch Erwerbungen aus den 1920er und 1930er Jahren geprägt. Dabei konnte die Werkgruppe der um 1930 von den Dessauer Bauhausmeistern angekauften Gemälde und Grafiken nach den Verlusten der NS-Zeit nur in Ausnahmefällen zurückerworben werden. Die Erwerbungen deutscher Kunst nach 1945 haben ein besonderes Augenmerk für die Nachfolge des Bauhauses und die künstlerischen Entwicklungen auf dem Territorium des historischen Landes Anhalt. Wie auch bei der Stärkung der älteren Sammlungsschwerpunkte sowie dem Ausgleich der Kriegsverluste sind Schenkungen und Dauerleihgaben in den letzten Jahrzehnten von grundsätzlicher Bedeutung für die inhaltliche Fortentwicklung der Anhaltischen Gemäldegalerie Dessau gewesen.

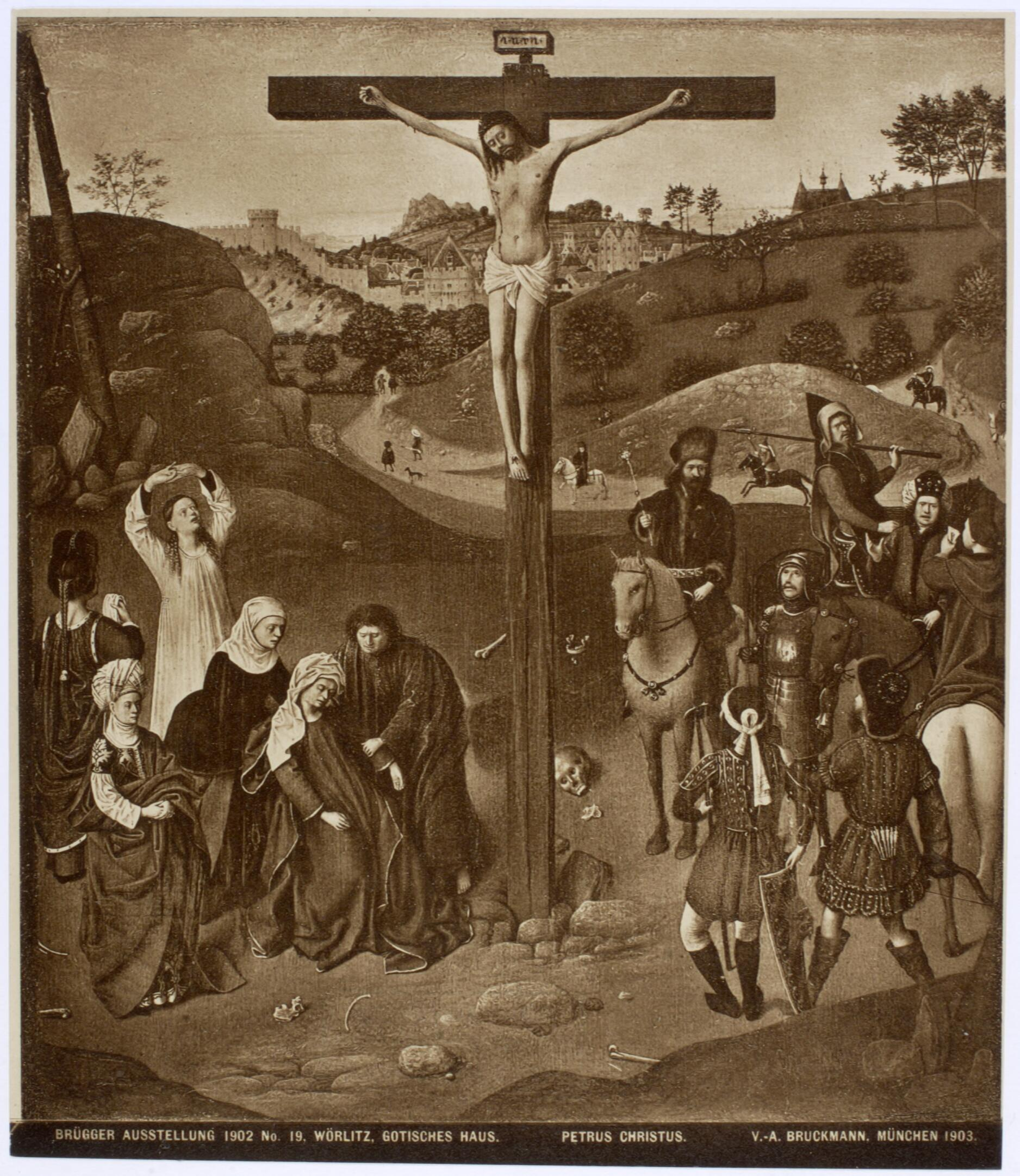
Petrus Christus, Kreuzigung (seit dem 2. Weltkrieg vermisst)
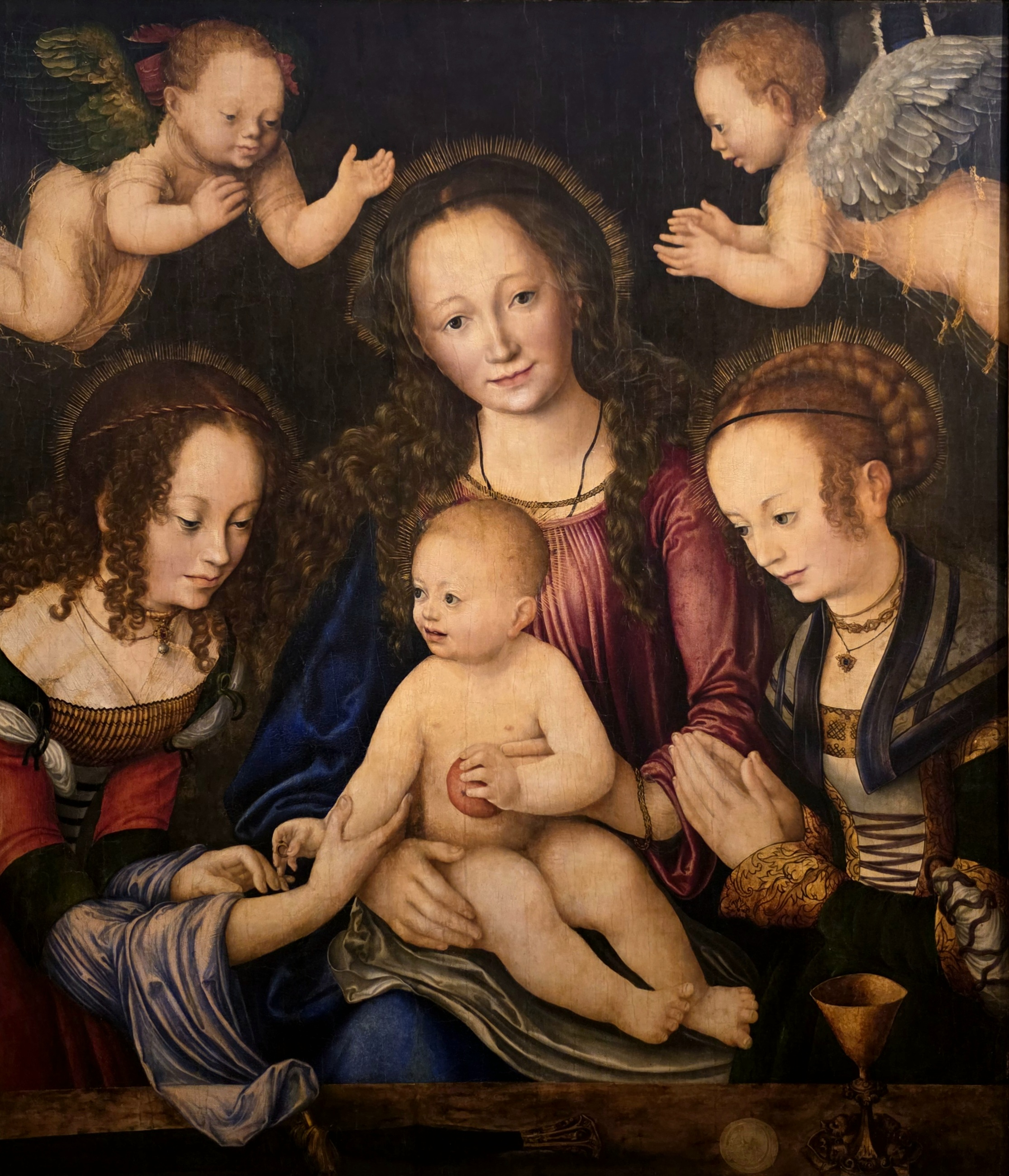
Lucas Cranach d. Ä. Marienaltarretabel, sogenannter Fürstenaltar, Mitteltafel
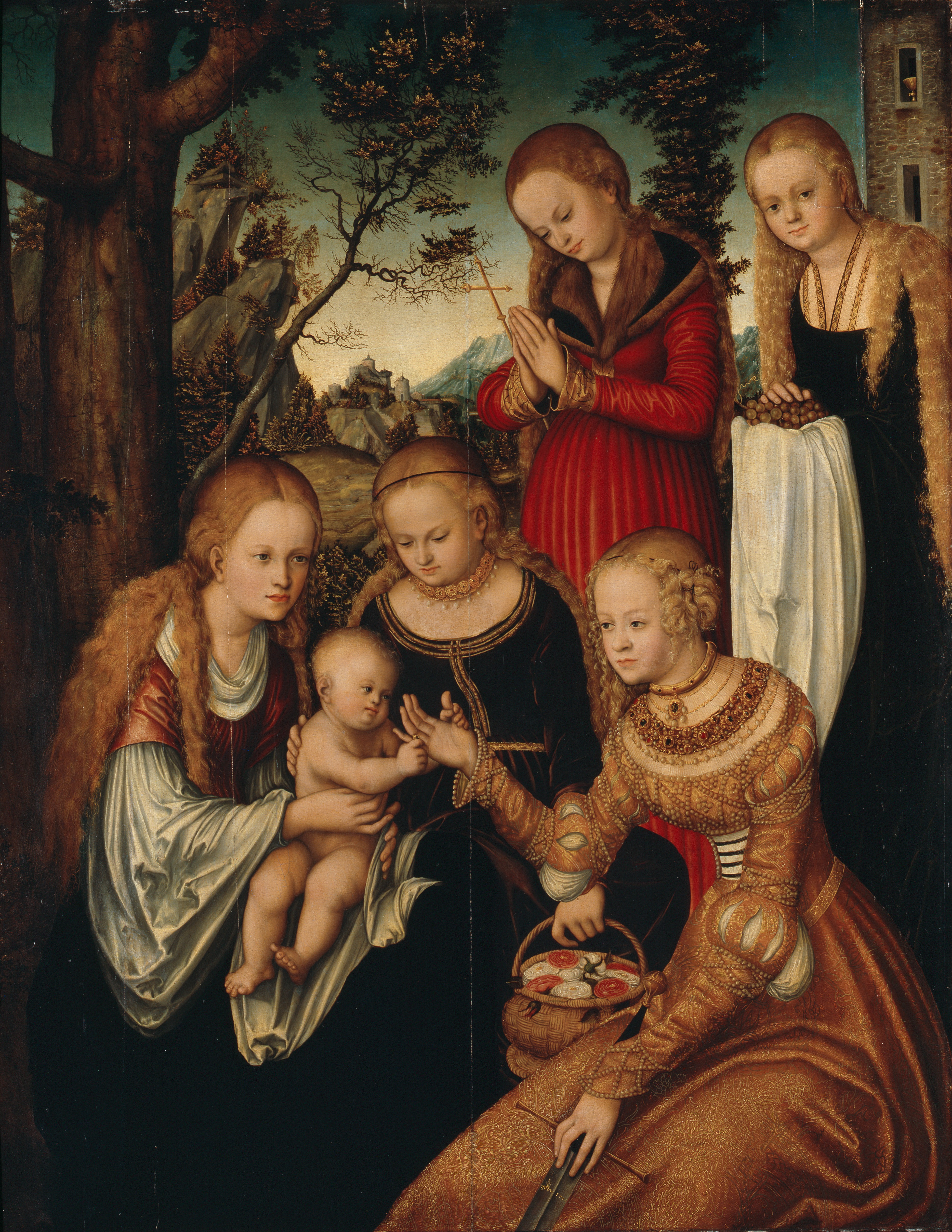
Lucas Cranach d. Ä., Verlobung der Hl. Katharina
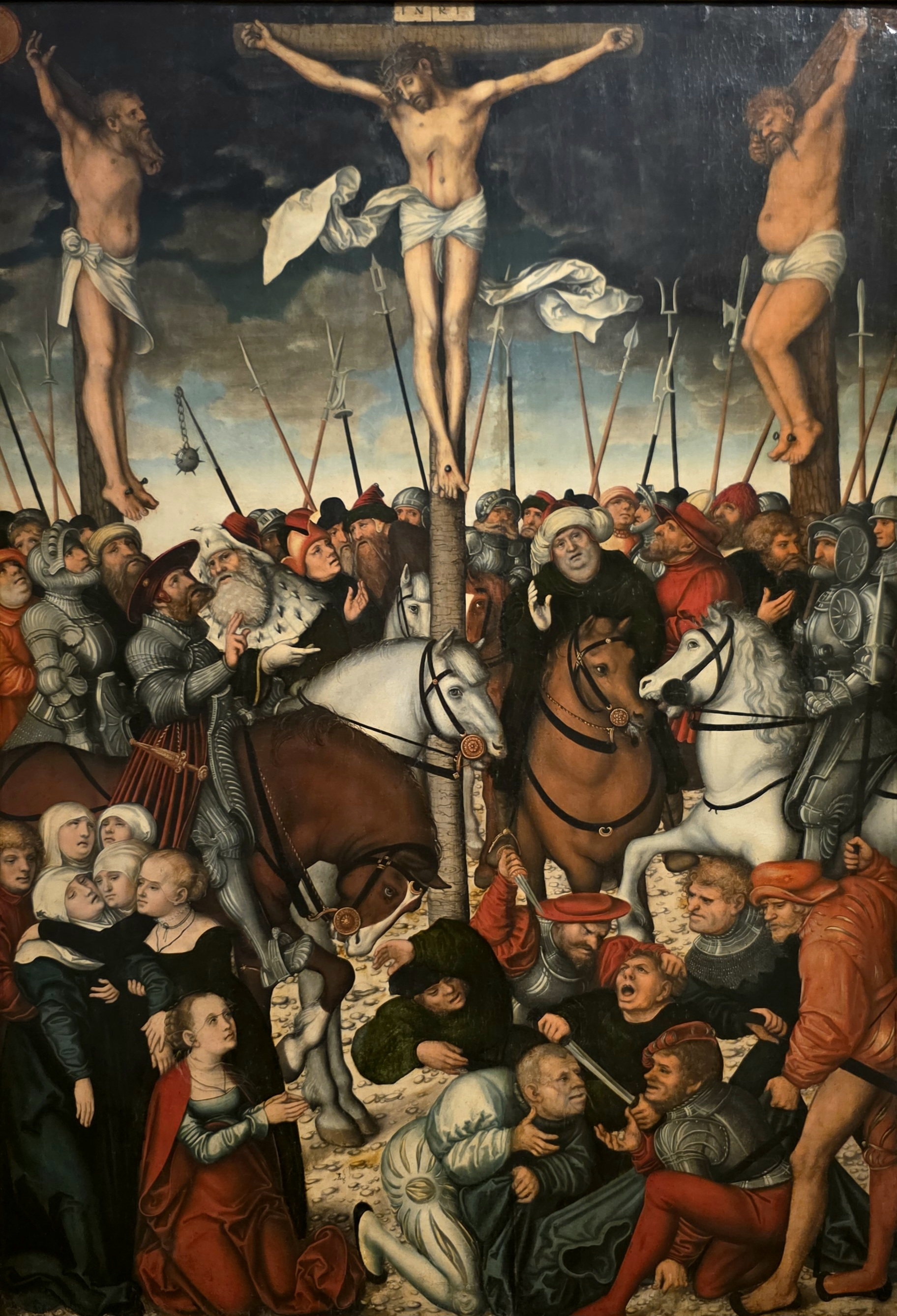
Lucas Cranach d. Ä., Christus am Kreuz
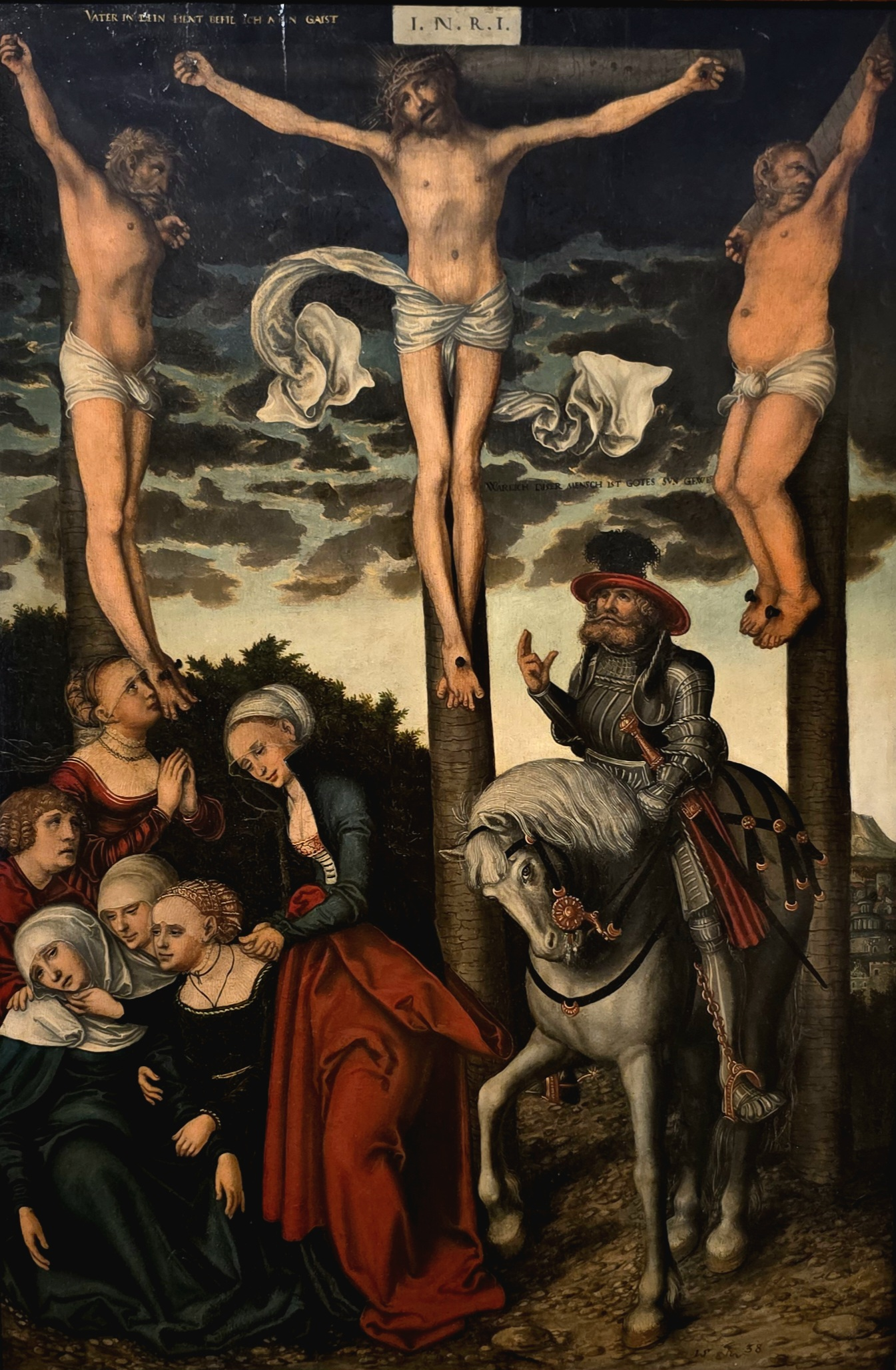
Lucas Cranach d. Ä., Kreuzigung mit dem bekehrten Hauptmann
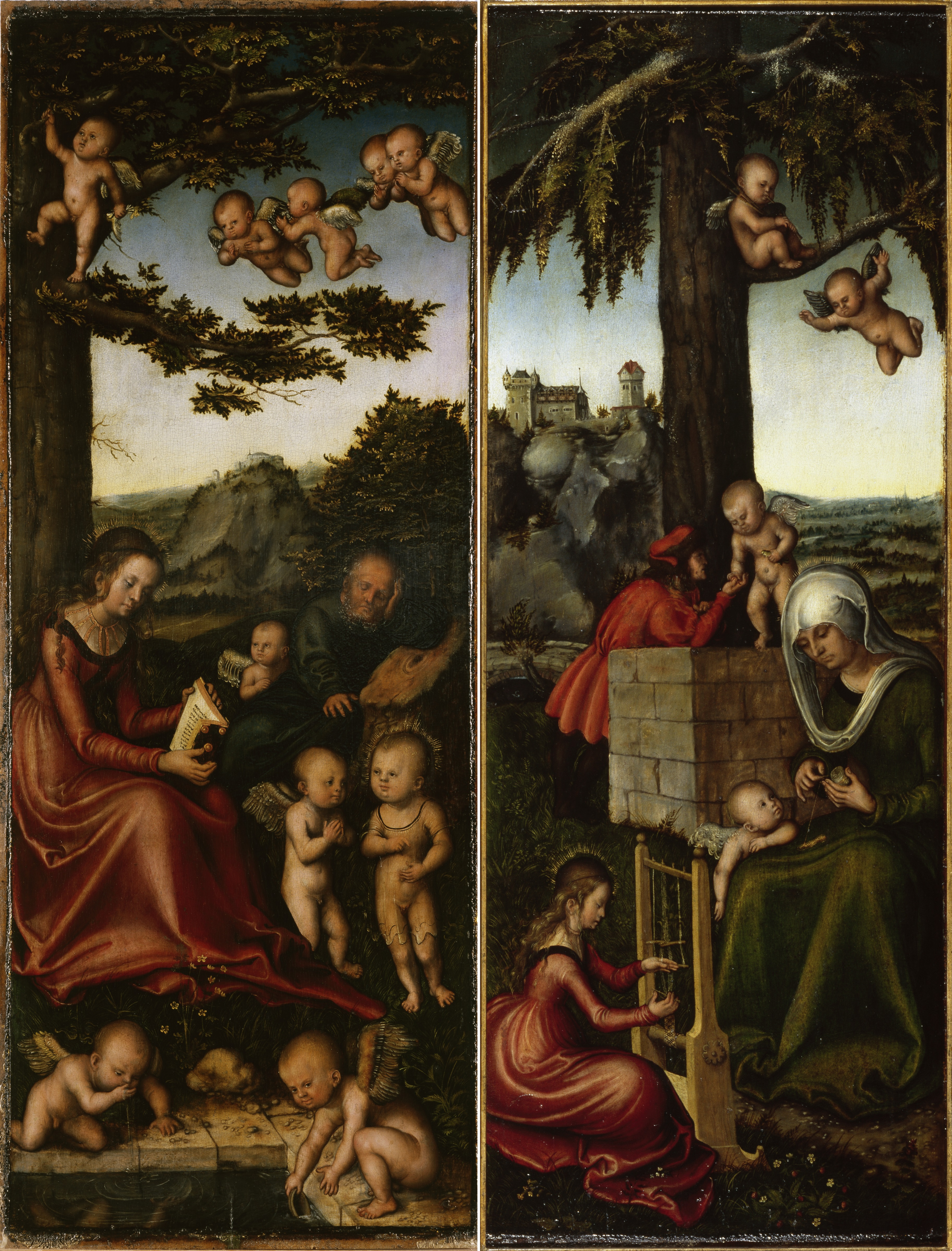
Lucas Cranach d. Ä., Heilige Familie von Engeln umgeben, Erziehung der Jungfrau Maria (linker und rechter Flügel eines Marienaltares)
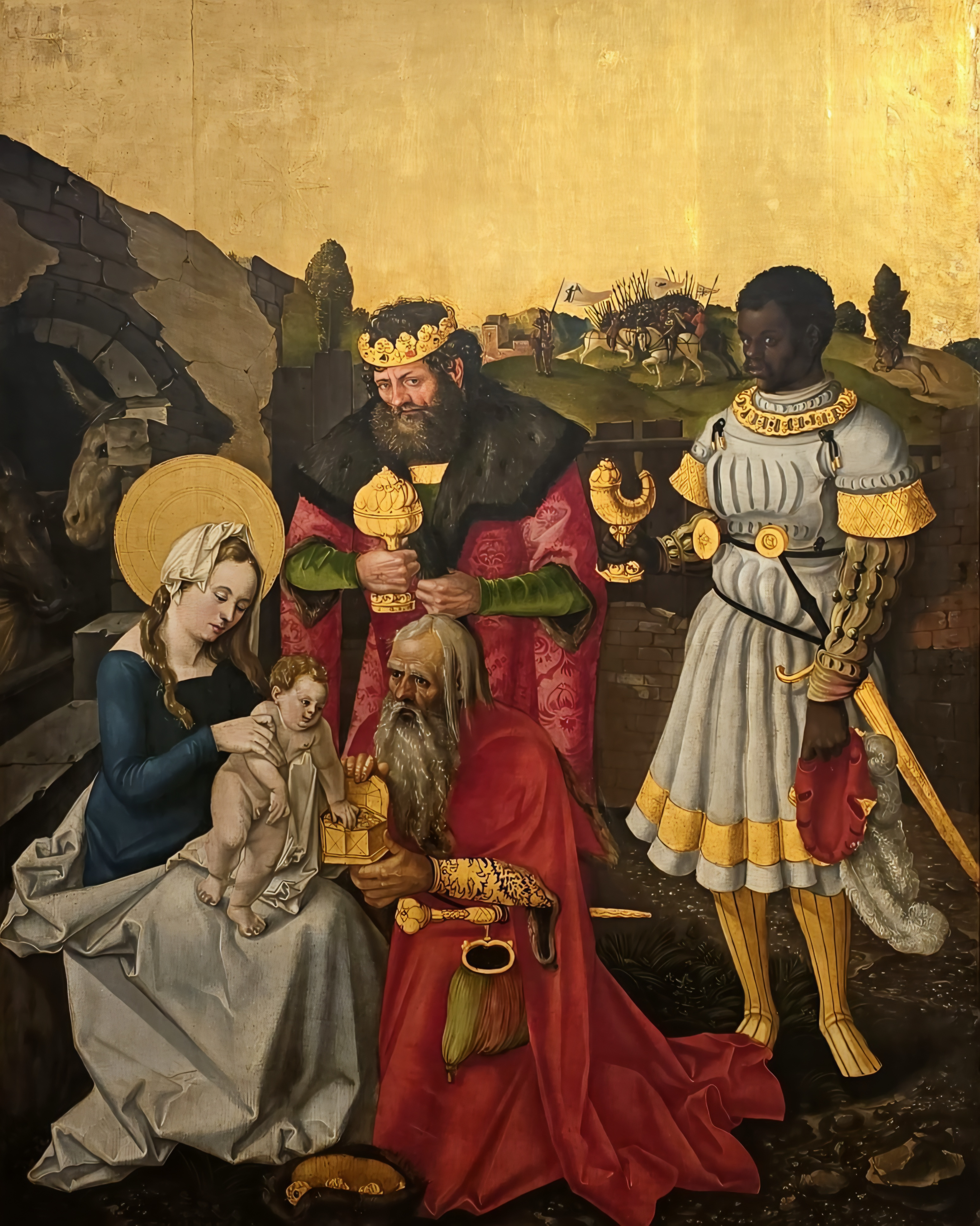
Hans Baldung, Anbetung der Könige
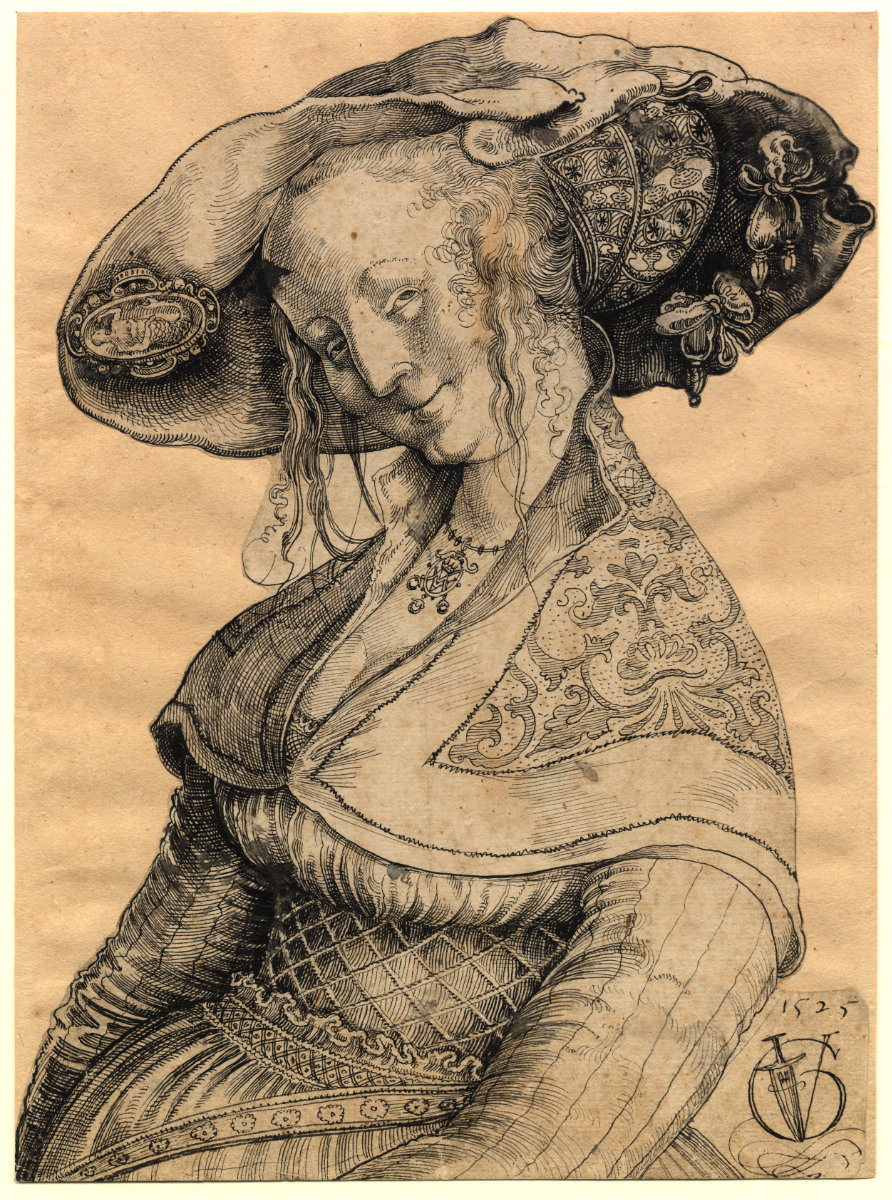
Urs Graf, Bildnis einer lächelnden Frau, 1525
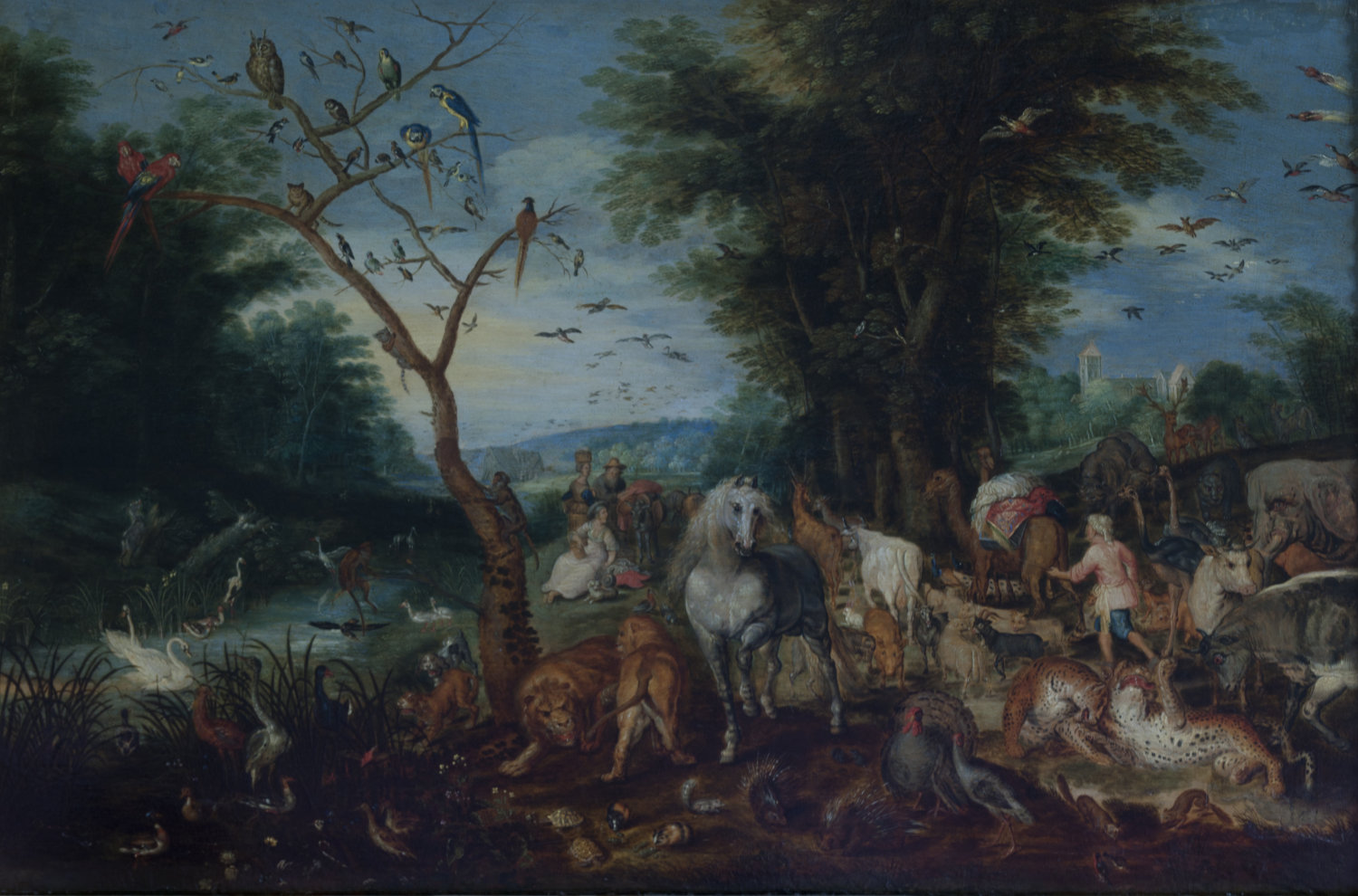
Jan Brueghel der Ältere, Der Einzug in die Arche Noah
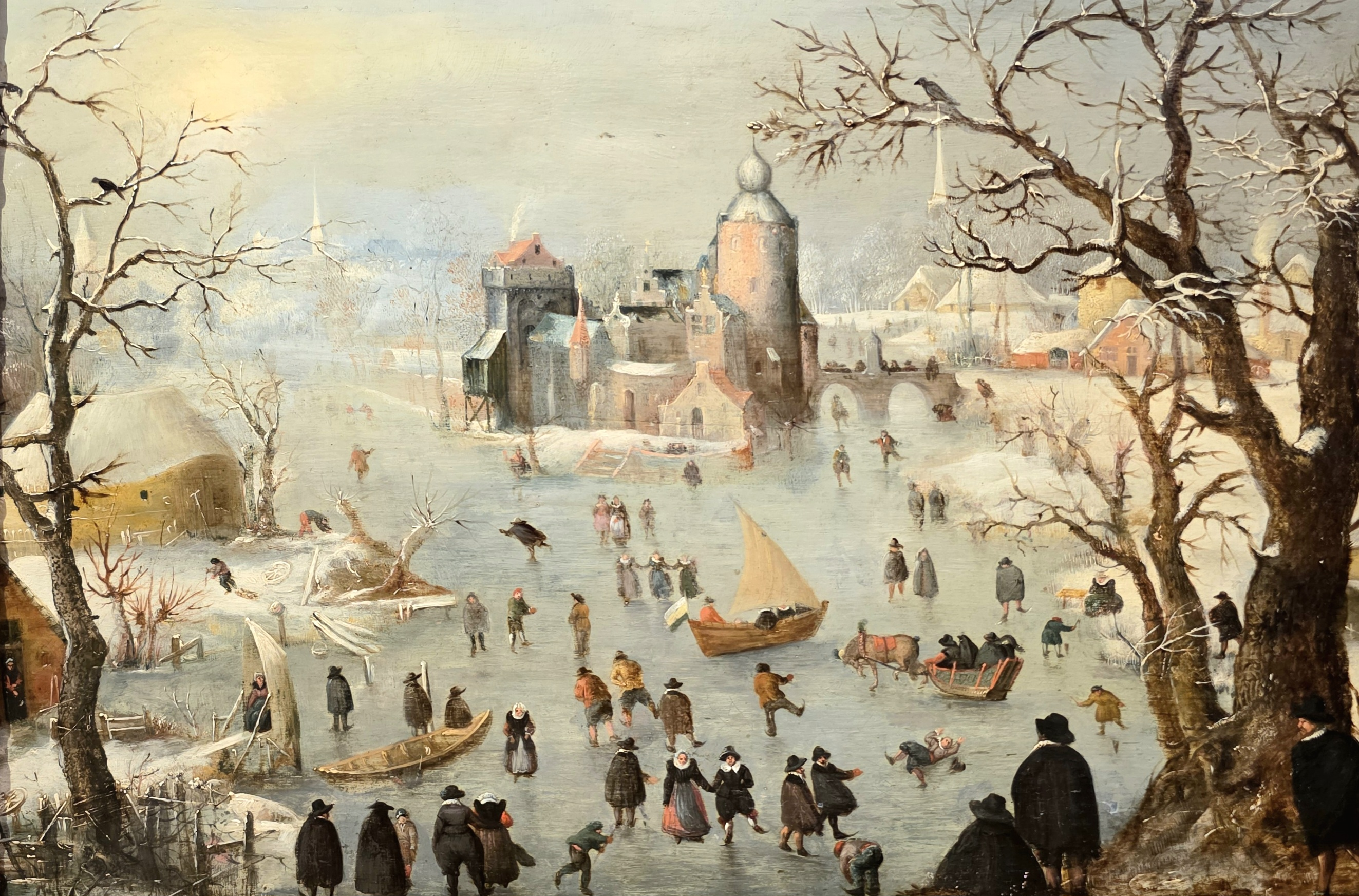
Hendrick Avercamp, Winterlandschaft mit Eisläufern
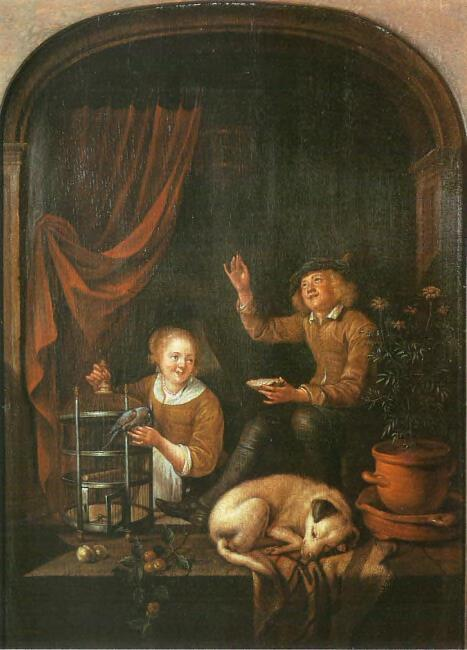
Domenicus van Tol, Mädchen mit Käfig und seifenblasender Junge
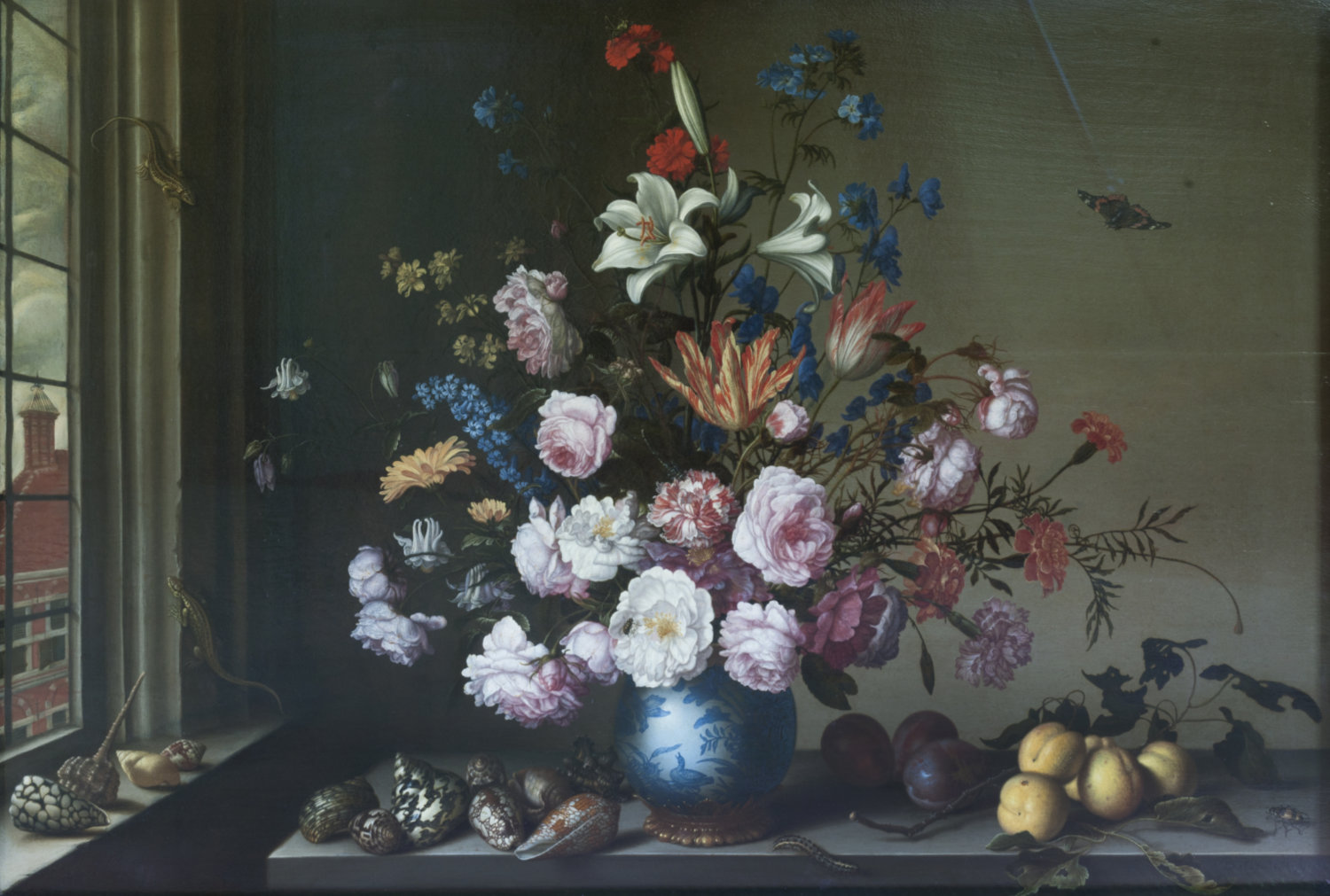
Balthasar van der Ast, Stillleben mit Blumen, Früchten und exotischen Schnecken
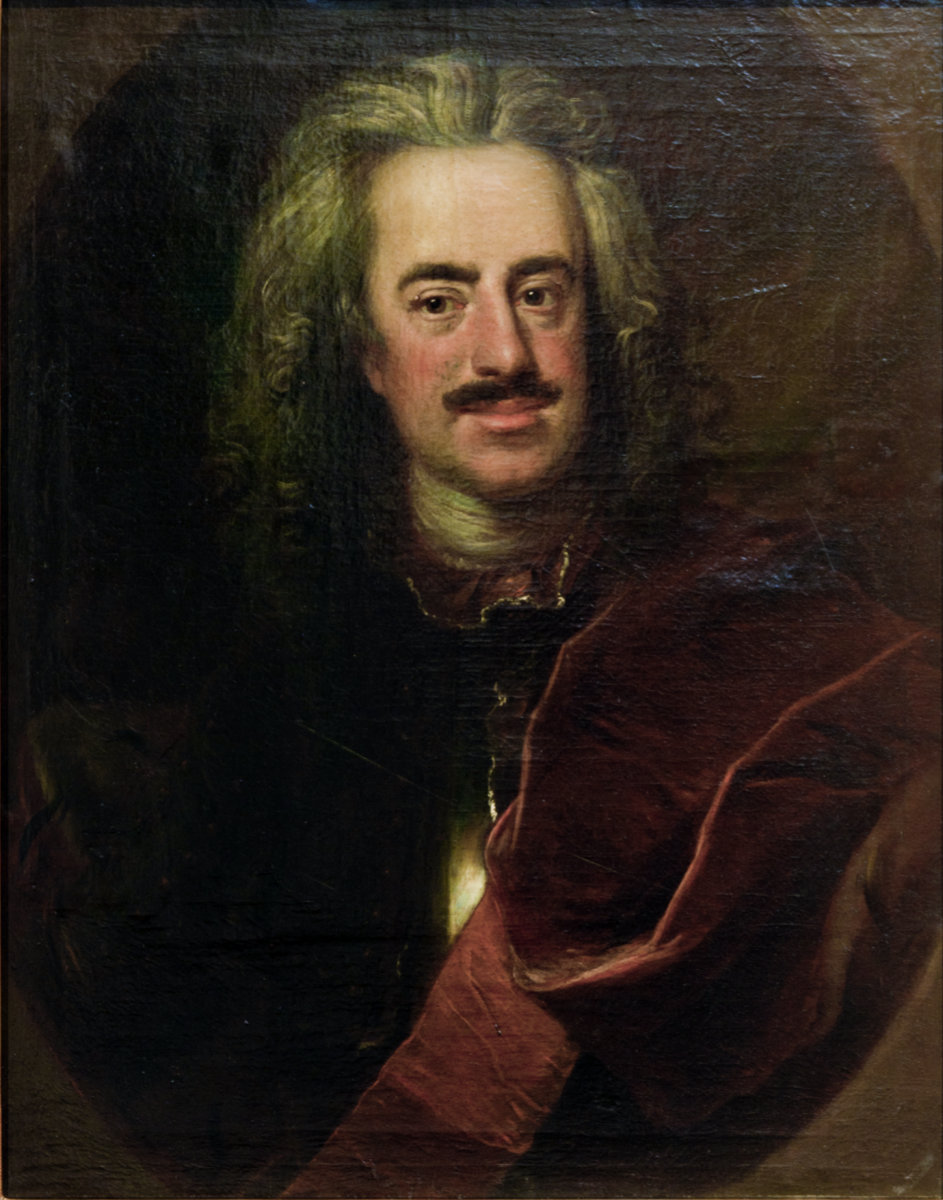
Ádám Mányoki, Leopold I. Fürst von Anhalt Dessau, 1714
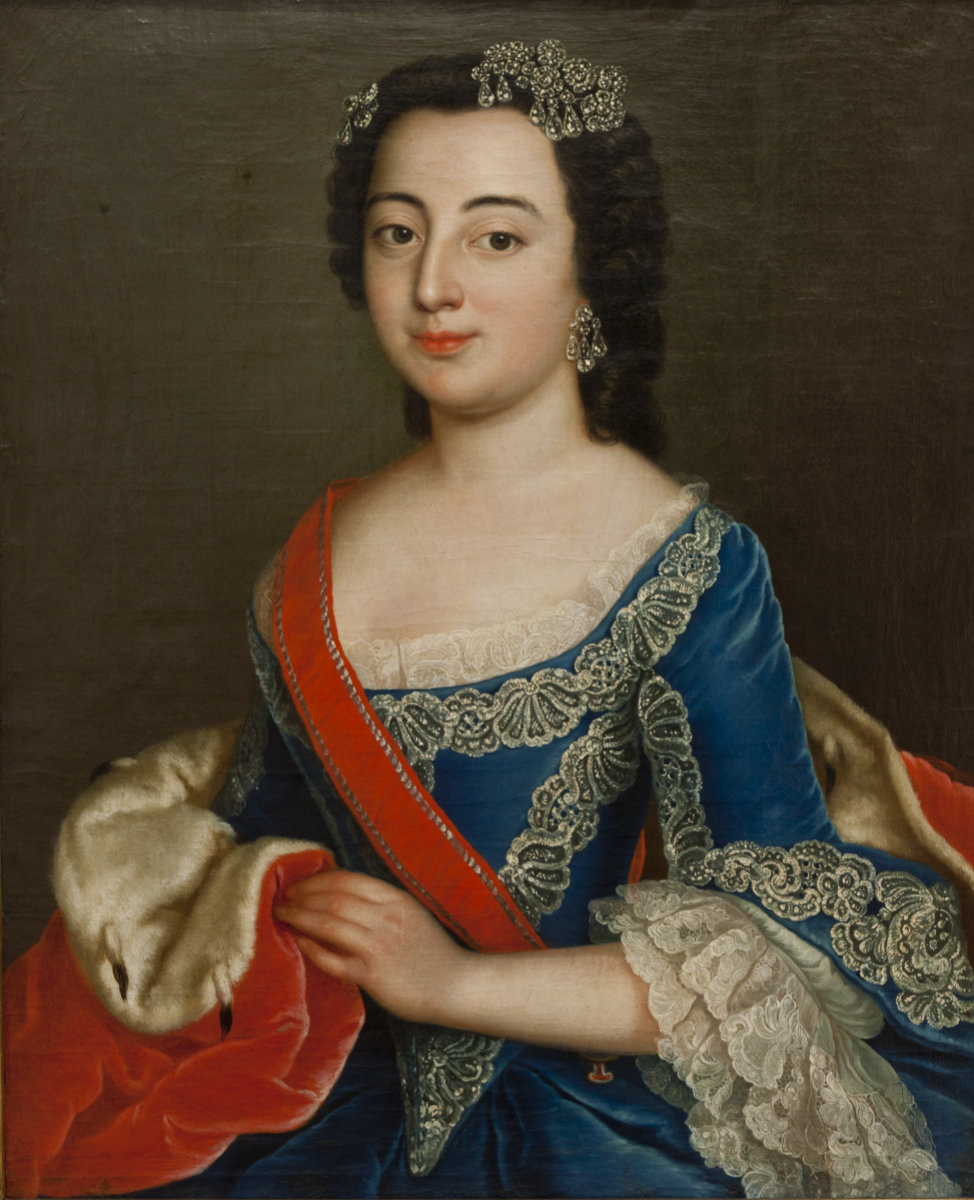
Friedrich Wilhelm Güte, Henriette Amalie Prinzessin von Anhalt-Dessau (1720–1793), 1746
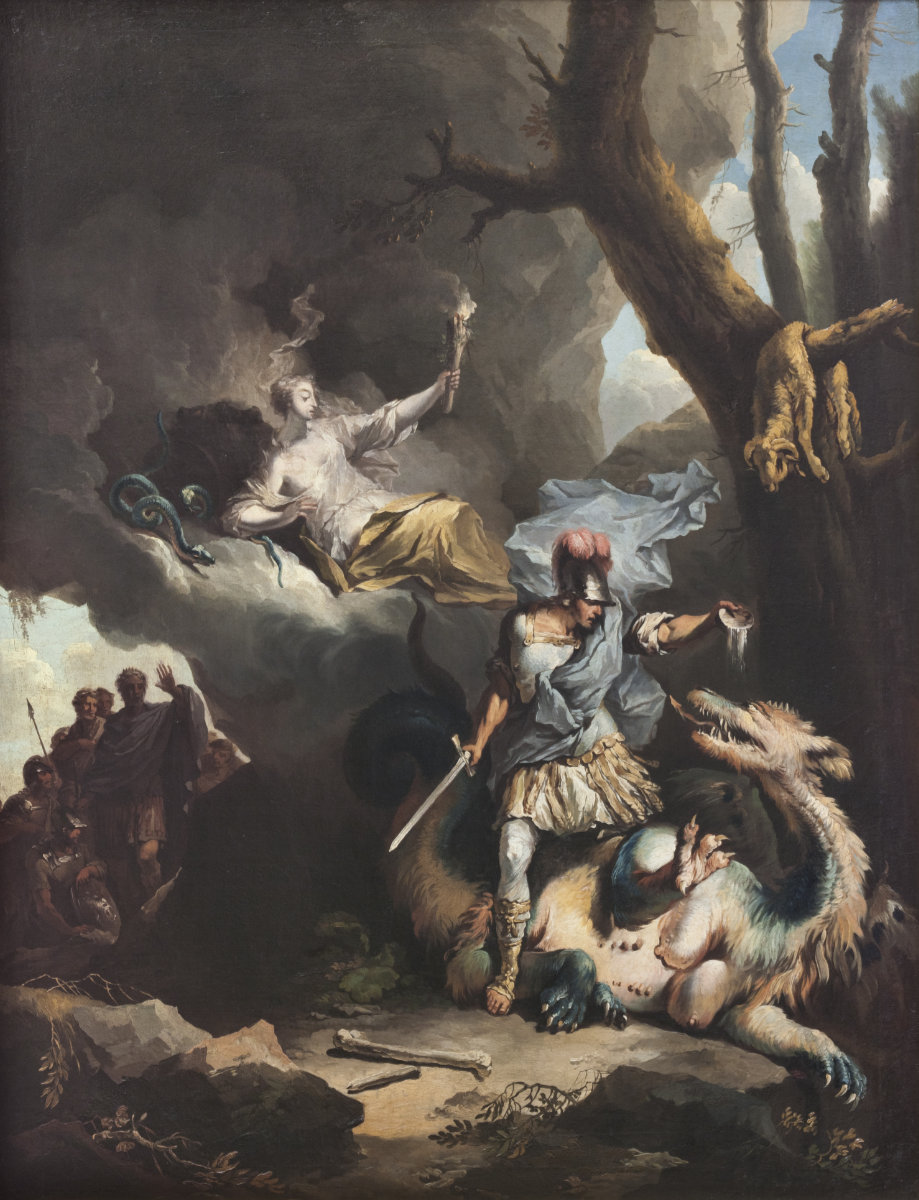
Christian Wilhelm Ernst Dietrich, Jason tötet den kolchischen Drachen, 1760/70
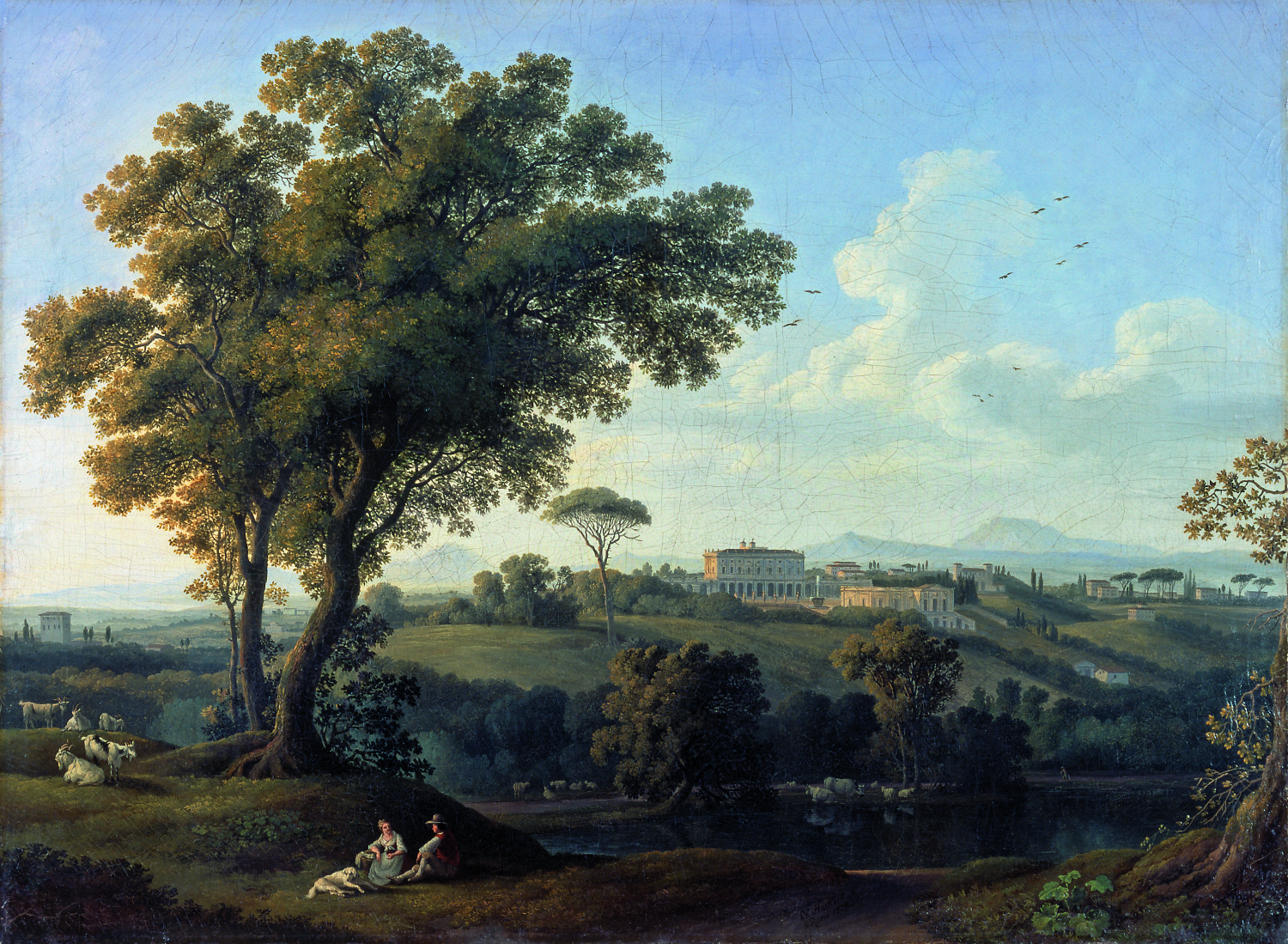
Jakob Philipp Hackert, Blick auf die Villa Albani bei Rom, 1779
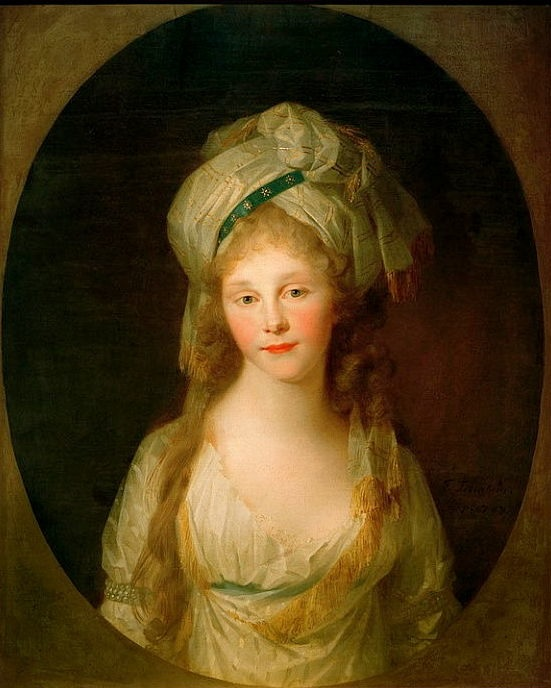
Johann Friedrich August Tischbein, Friederike von Preußen mit Turban, 1796–97
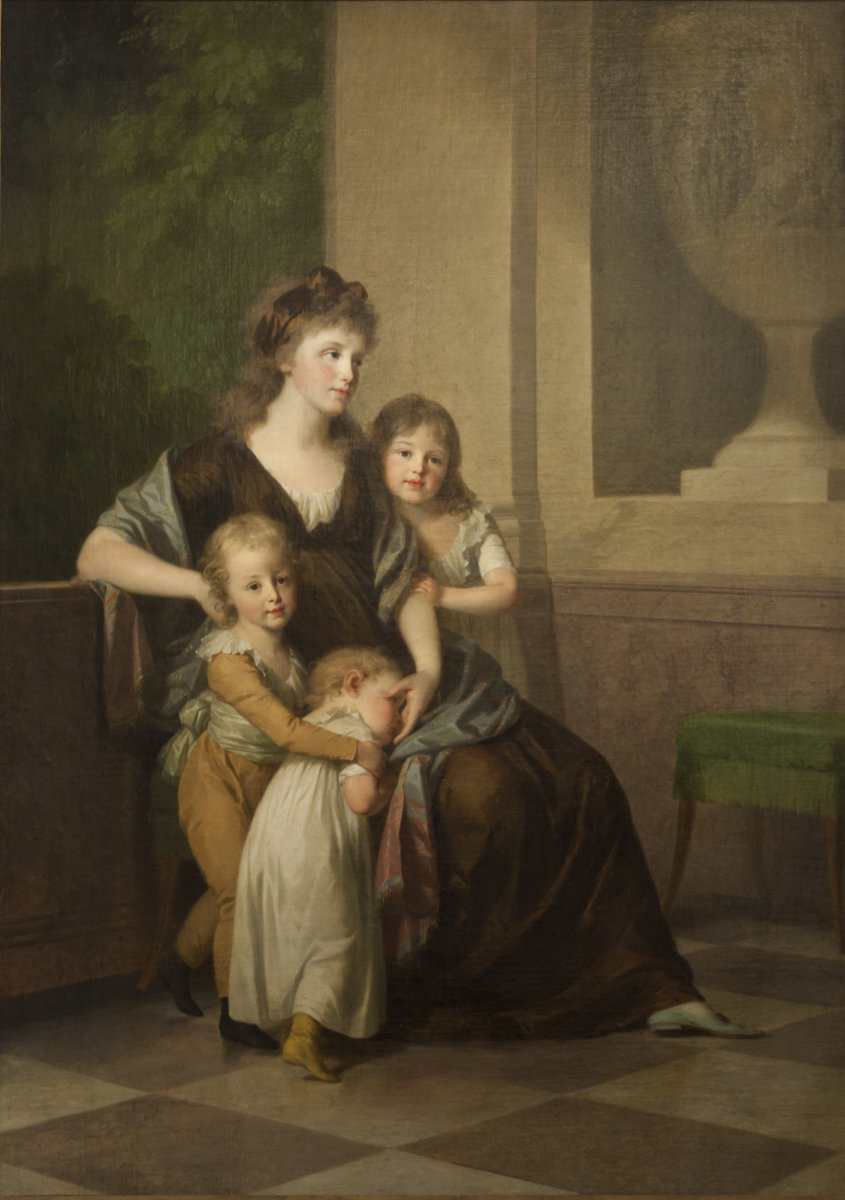
Johann Friedrich August Tischbein, Christiane Amalie Erbprinzessin von Anhalt-Dessau (1774–1846) mit drei ihrer Kinder
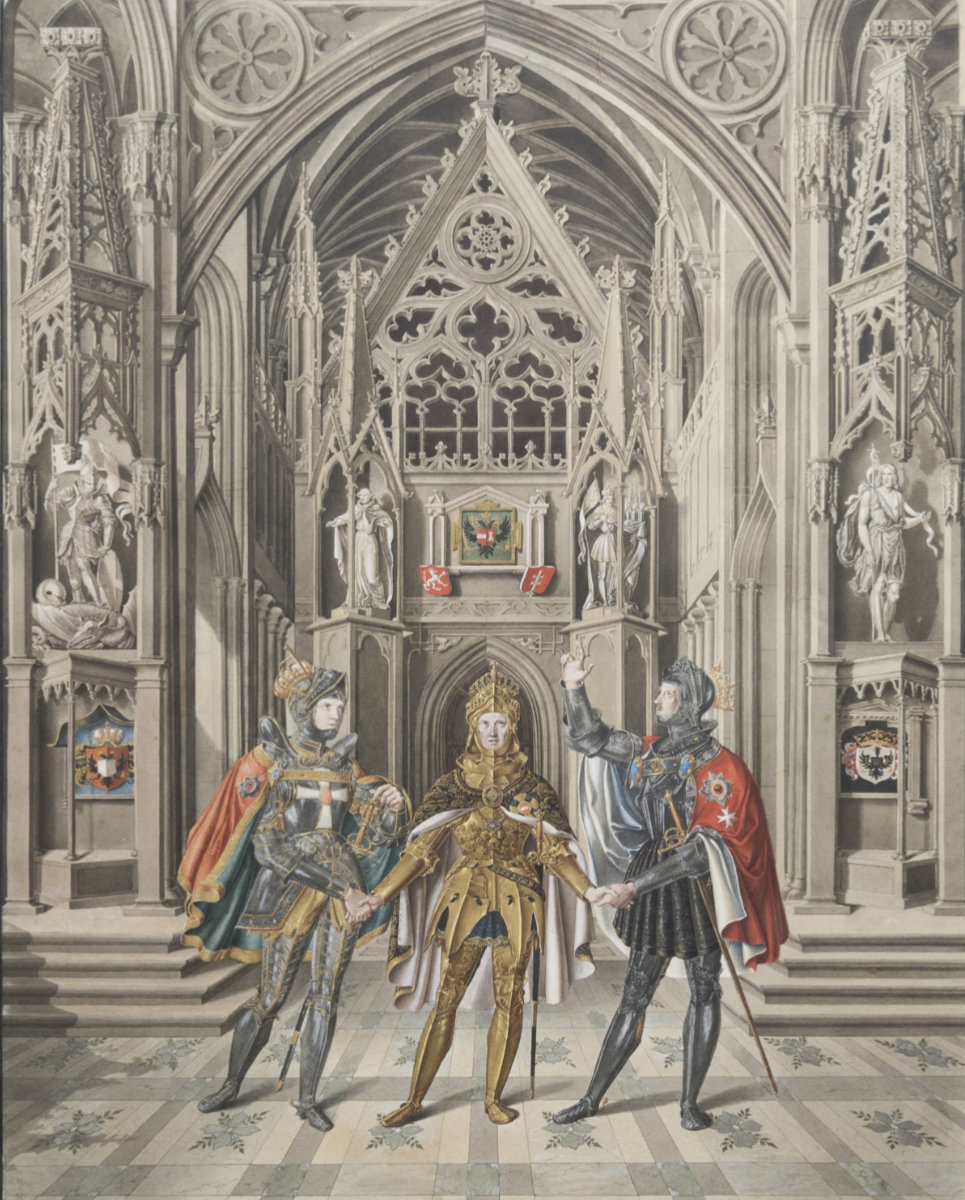
Heinrich Olivier, Die Heilige Allianz, 1815
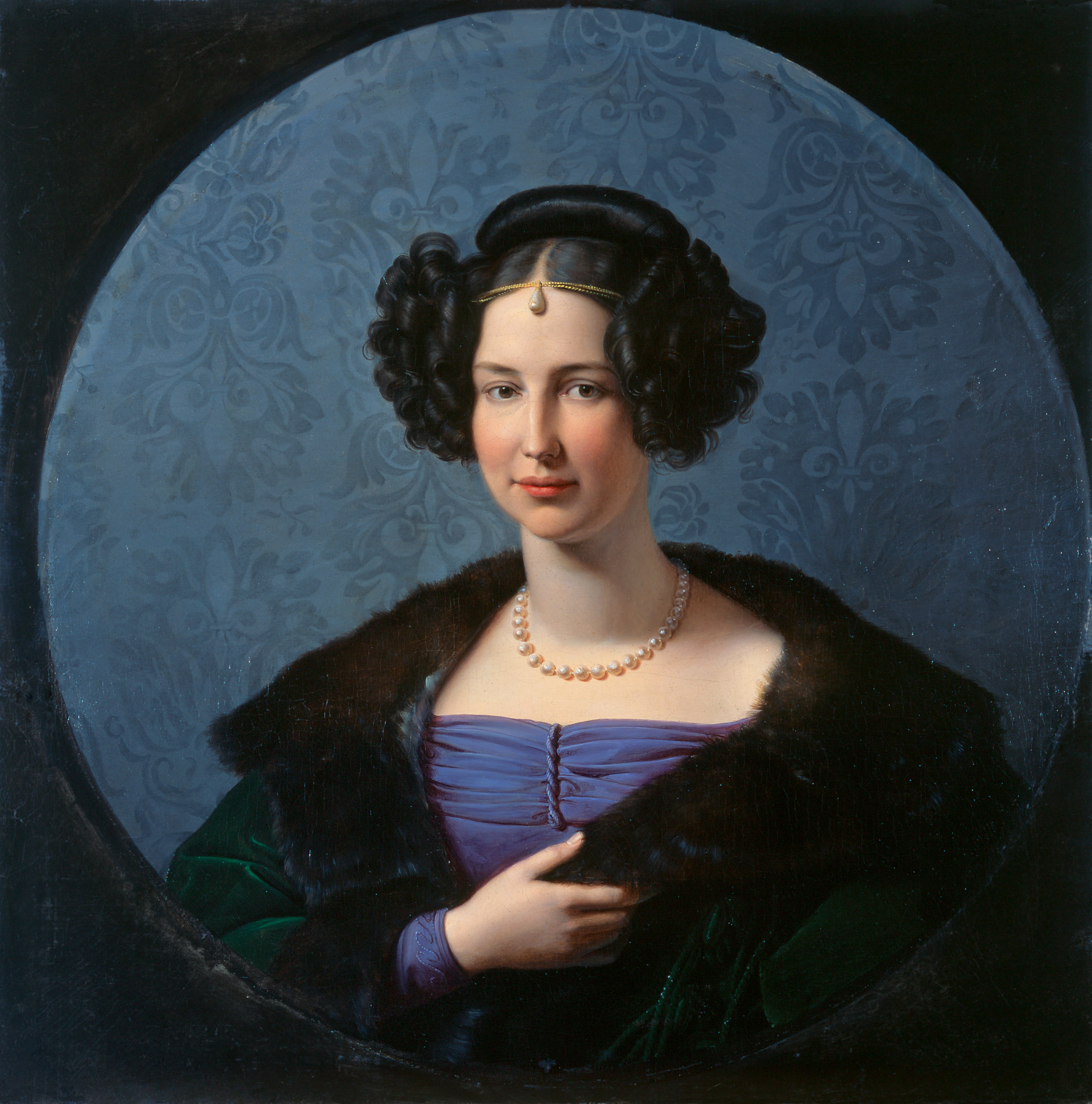
Wilhelm von Schadow, Wilhelmine Luise von Preußen, um 1830
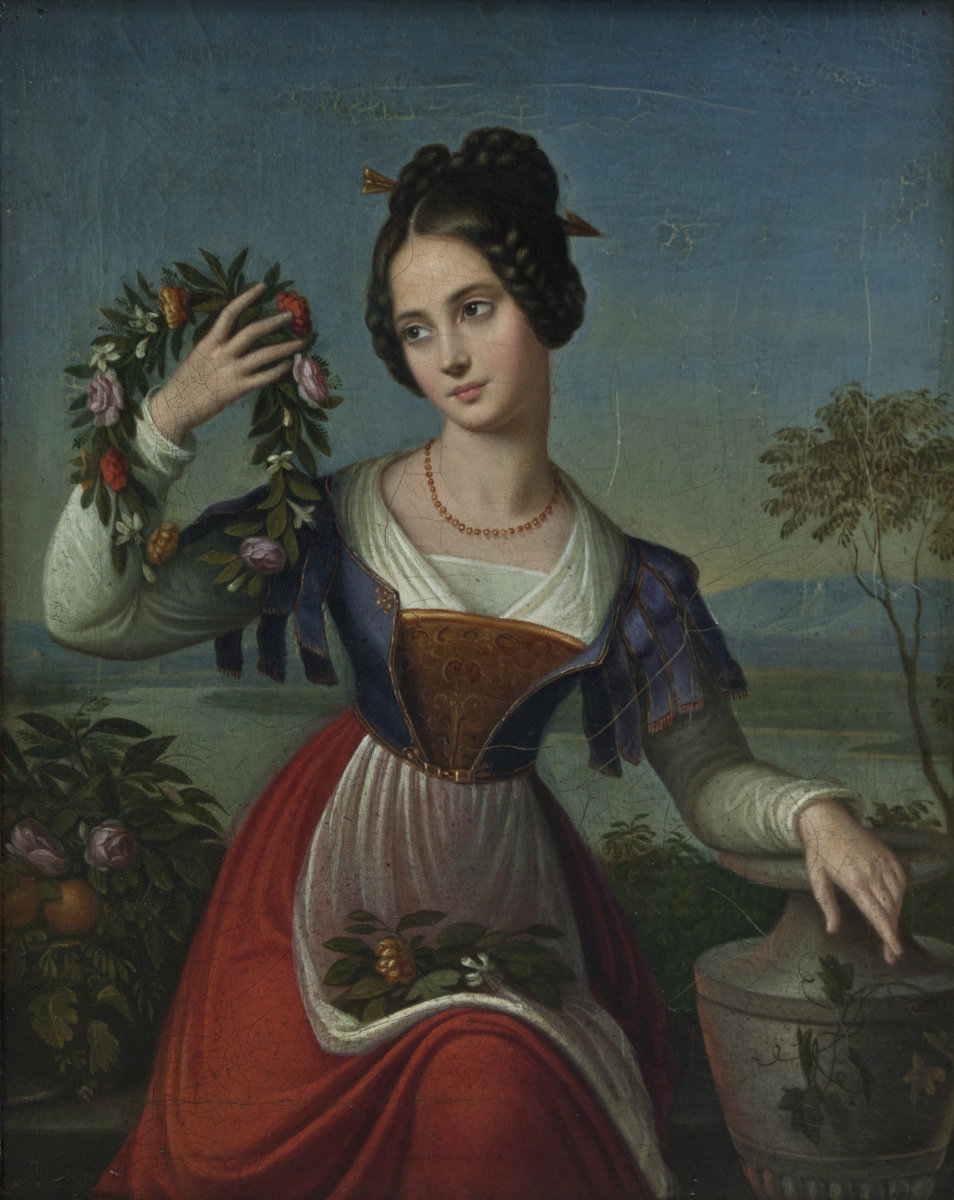
Caroline Bardua, Die Kranzwinderin, um 1838
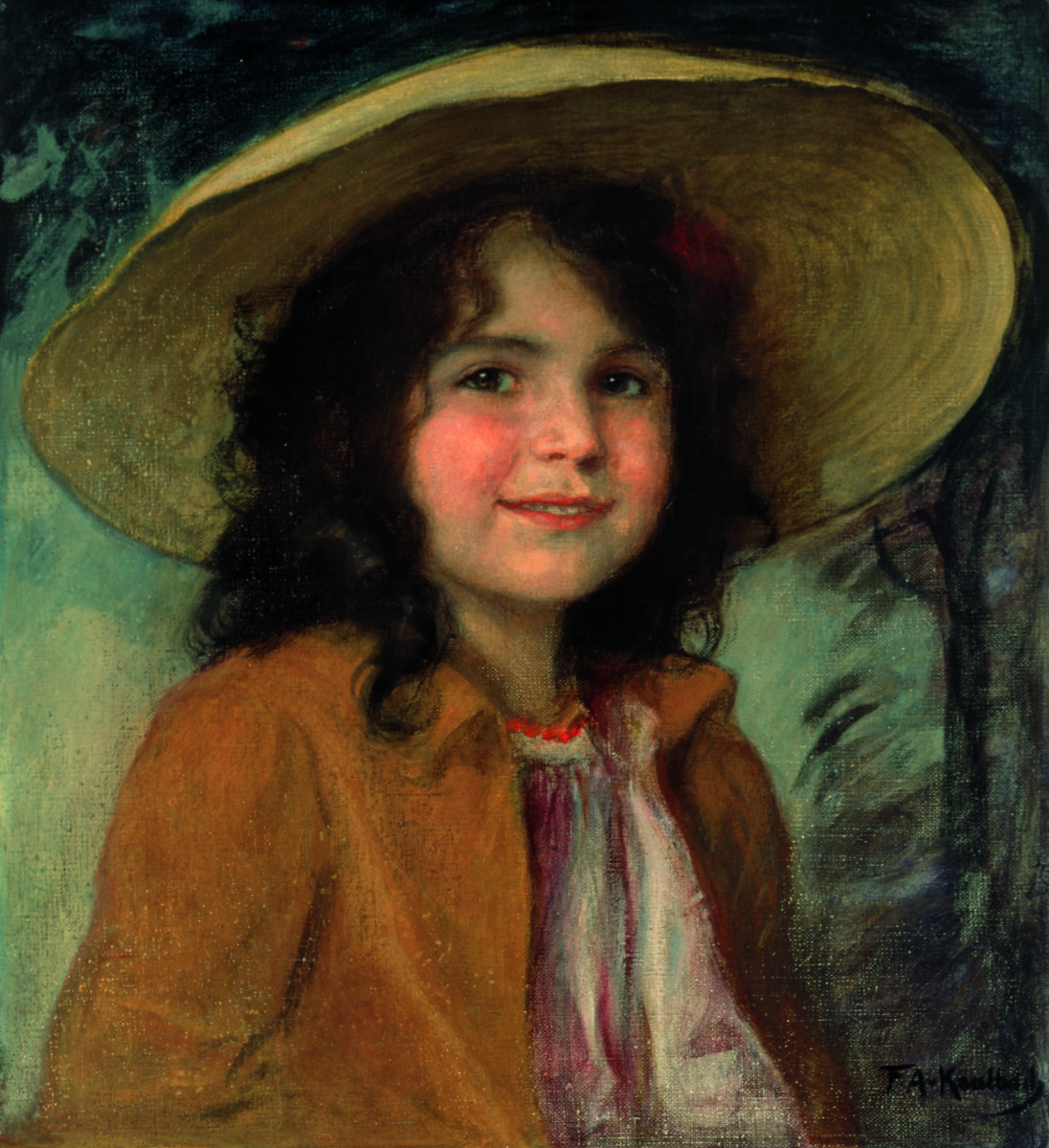
Friedrich August von Kaulbach, Bildnis Hedda, Tochter des Künstlers, um 1878/1880
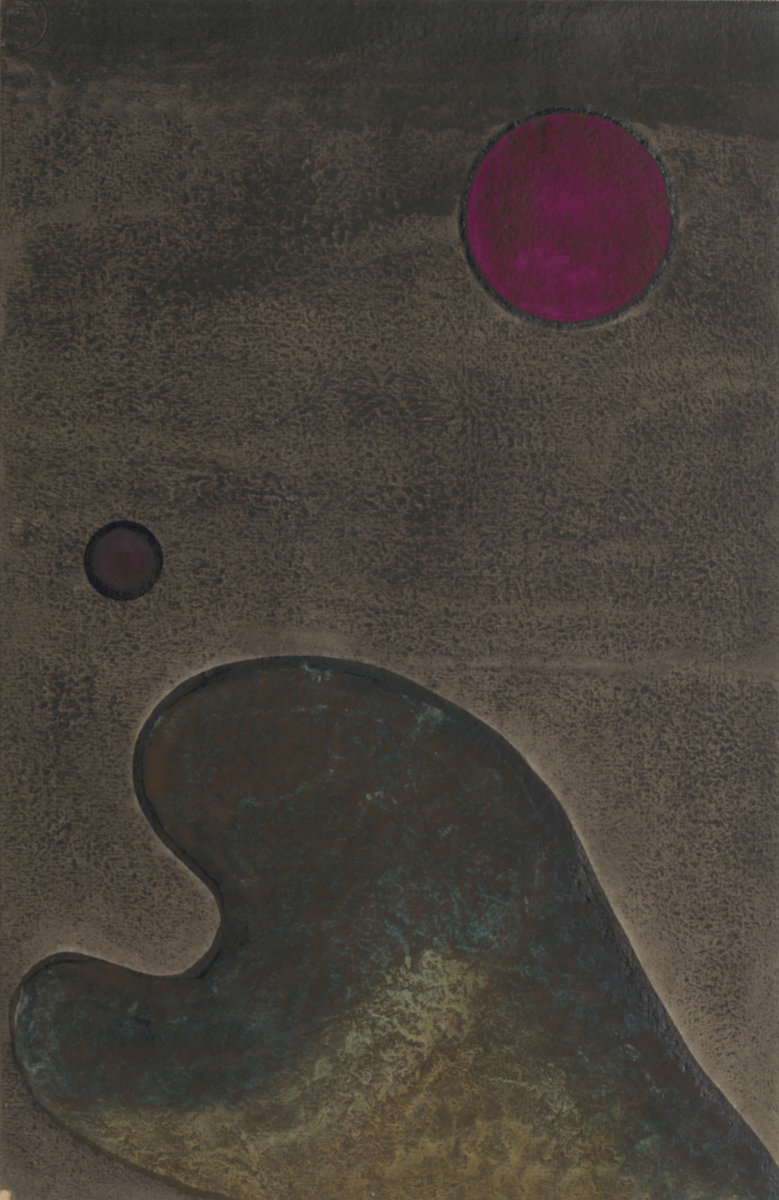
Wassily Kandinsky, Schwere Fläche, 1925